# Від нуля до одиниці! Нотатки про стартапи
Від нуля до одиниці! Нотатки про стартапи, або як створити майбутнє (англ. Zero to One: Notes on Startups, or How to Build the Future by Peter Thiel) - книжка Пітера Тіля, венчурного капіталіста, підприємця, співзасновника PayPal, інвестора Facebook. Бестселер New York Times. 

## Огляд книги
«Тіль зачіпає тему як збудувати успішний бізнес, але обговорення стосовно цього є надто абстрактним, щоб запропонувати цей підхід наступному Стіву Джобсу або Пітеру Тілю», -Publishers Weekly.
Якщо ви прагнете створити краще майбутнє, ви повинні вірити в секрети. Найважливішою таємницею нашого часу є те, що до сих пір існують незвідані кордони та нестворені винаходи. Пітер Тіль підказує нам як відшукати шляхи створення таких інновацій. 
За словами автора ми живемо в епоху технологічної стагнації. Інформаційні технології вдосконалюються швидкими темпами, але немає причин обмежувати прогрес тільки комп’ютерними технологіями та Силіконовою долиною. Прогресу можна досягти в будь-якій індустрії або бізнес-сфері. Це витікає з основної навички, притаманної кожному лідеру: навчитися думати про себе. 
Займаючись тим, що давно знають інші - це рух від 1 до 0. Натомість робити щось цілком нове забезпечує зворотній висхідний рух - від 0 до 1. Наступний Білл Ґейтс не створюватиме операційну систему. Наступний Ларрі Пейдж або Сергій Брін не будуватимуть пошукову систему. Завтрашні герої не виграють від конкуренції на ринку сьогодення. Вони взагалі уникнуть конкуренції, тому що їхній продукт буде унікальним. 
В книжці презентовано оптимістичний погляд на майбутній прогрес Америки та нове бачення інновацій; книжка навчить вас задавати правильні питання, що ведуть до пошуку цінної інформації в найбільш неочікуваних місцях.

## Переклад українською
- Тіль, Пітер. Від нуля до одиниці! Нотатки / пер. Роман Обухів. К.: Наш Формат, 2015. —  232 с. — ISBN 978-617-7279-14-2